# Johan Bontekoe

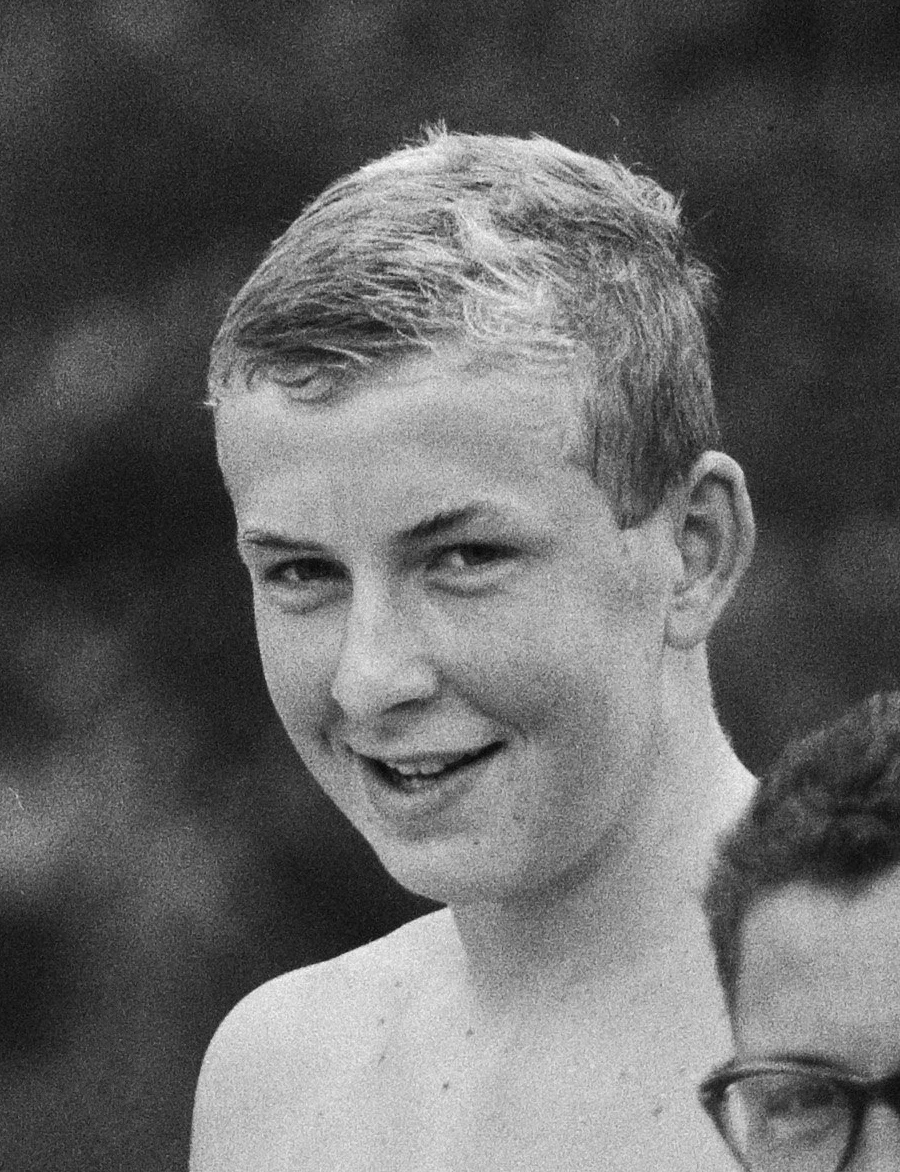
Bontekoe im Jahr 1960

Johan Klaas Bontekoe (* 1. Juli 1943 in Assen; † 25. März 2006 in Amsterdam) war ein niederländischer Schwimmer.
Er wurde bei den Europameisterschaften 1962 in Leipzig in 4:25,6 min Europameister über 400 m Freistil und war damit der erste niederländische Europameister seit 1938. Bei den Olympischen Spielen 1964 in Tokio trat er in drei Disziplinen an, schied aber jeweils im Vorlauf aus. Insgesamt gewann Bontekoe 14 niederländische Meistertitel und stellte 28 Landesrekorde auf. Nach seiner Karriere war er in verschiedenen Funktionen für den niederländischen Schwimmverband tätig.